# Бествіг
Бествіґ (нім. Bestwig) — комуна в Німеччині, у землі Північний Рейн-Вестфалія.
Підпорядковується адміністративному округу Арнсберг. Входить до складу району Гохзауерланд. Населення становить 11 702 особи (на 31 грудня 2006 року). Площа — 69,36 км².
Комуна підрозділяється на 8 сільських округів.

## Фотографії

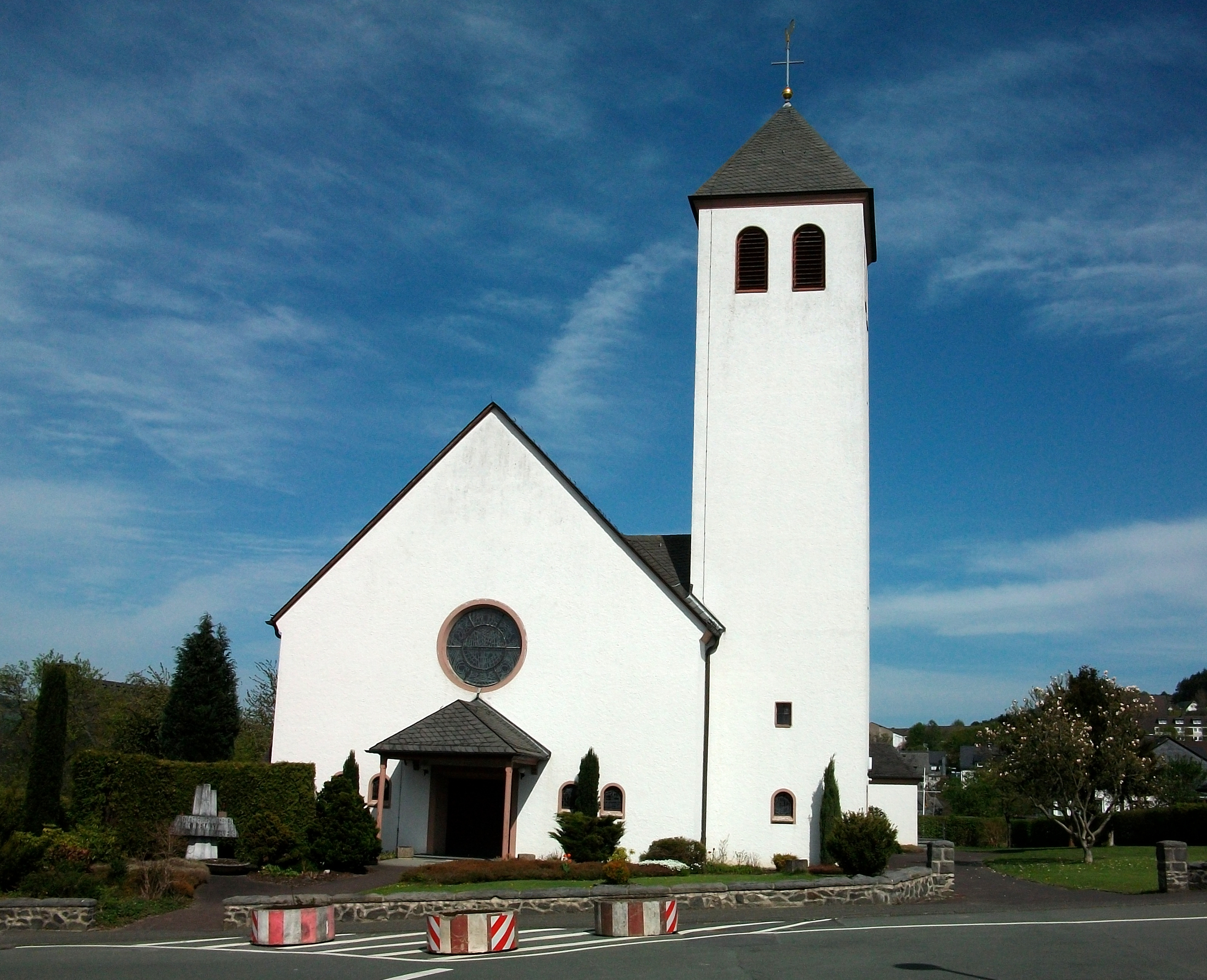
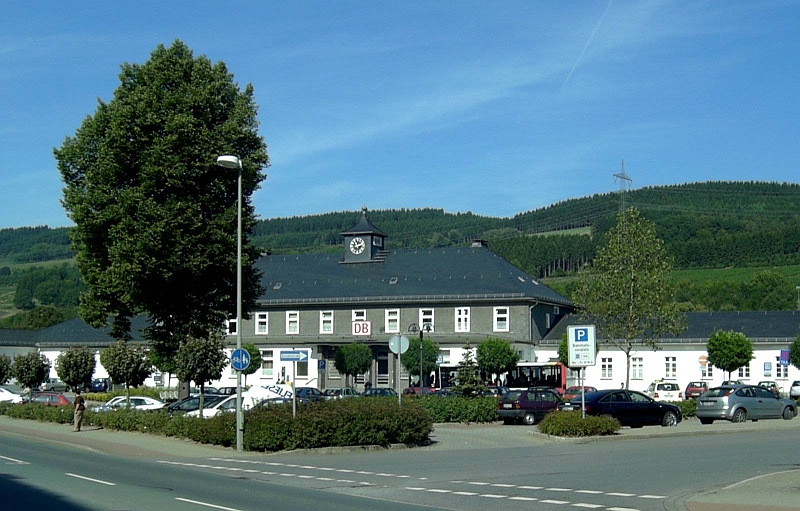
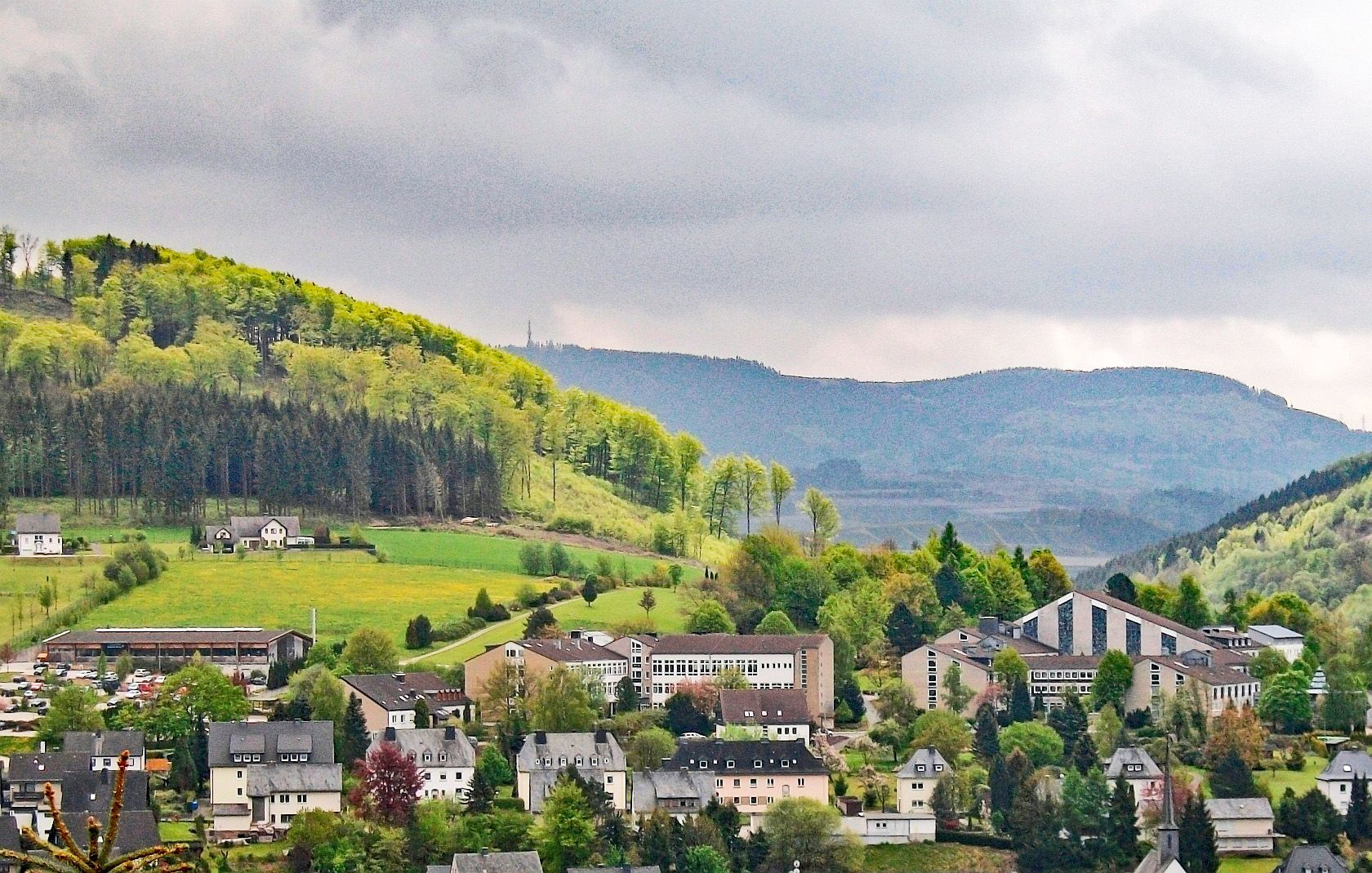
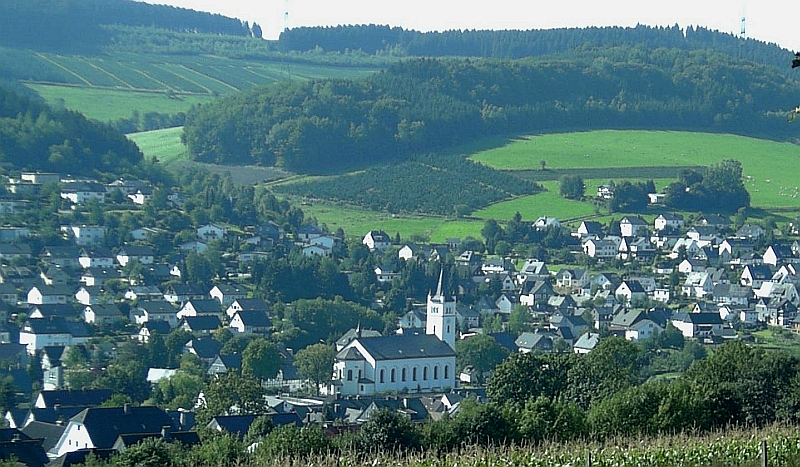
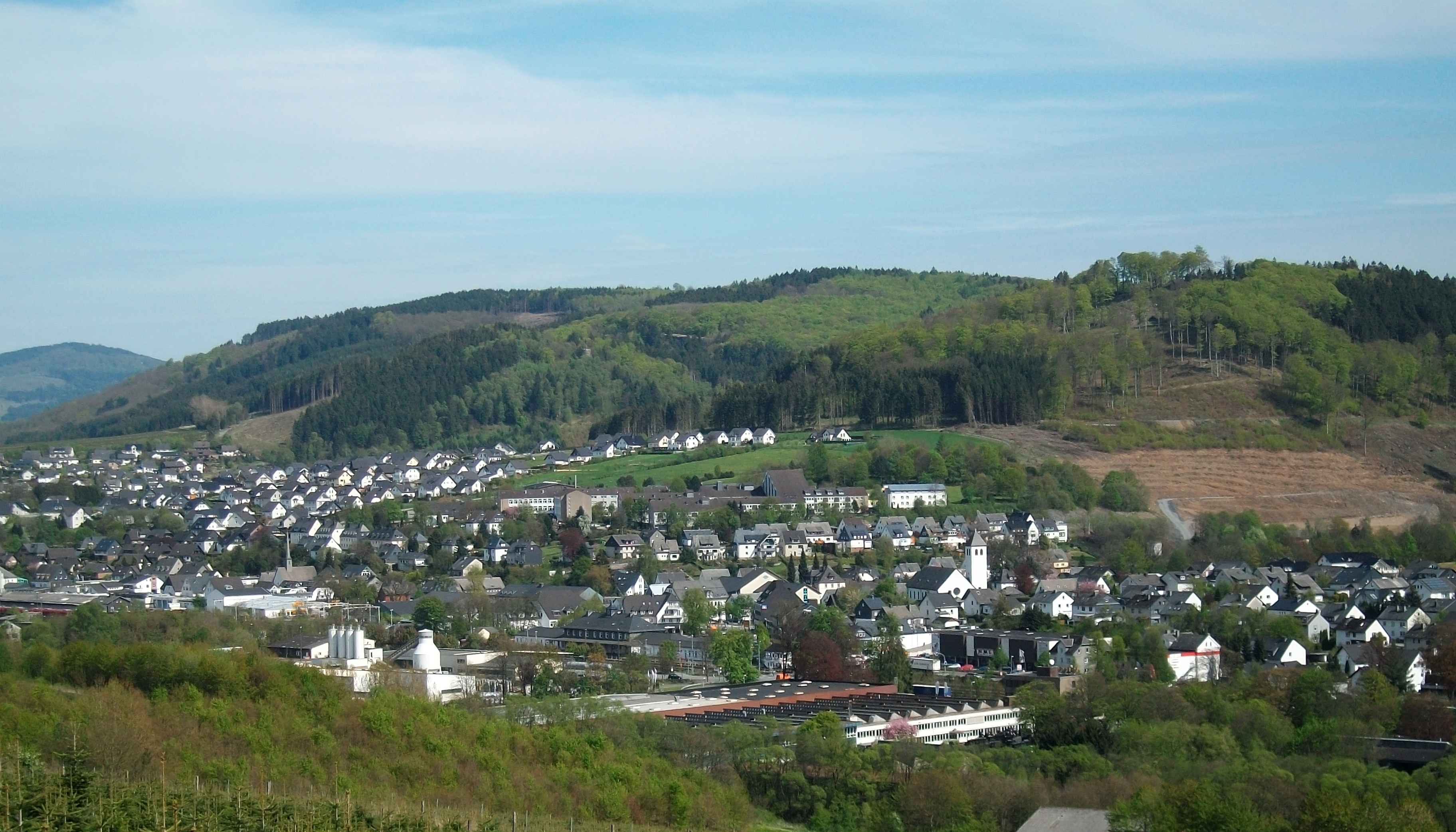

## Видатні мешканці
- Вільгельм Католь (1854—1944) — німецький технік та хімік.
- Готтфрід Гоберг (1857—1924) — католицький священик, філософ, університетський професор.
- Гюнтер Лютер (1922—1997) — адмірал німецького флоту.